# Woodsboro (Maryland)
Woodsboro és una població dels Estats Units a l'estat de Maryland. Segons el cens del 2000 tenia 846 habitants.

## Demografia
Segons el cens del 2000, Woodsboro tenia 846 habitants, 273 habitatges, i 229 famílies. La densitat de població era de 473,4 habitants per km².
Dels 273 habitatges en un 50,2% hi vivien nens de menys de 18 anys, en un 74% hi vivien parelles casades, en un 6,2% dones solteres, i en un 16,1% no eren unitats familiars. En el 13,6% dels habitatges hi vivien persones soles el 9,5% de les quals corresponia a persones de 65 anys o més que vivien soles. El nombre mitjà de persones vivint en cada habitatge era de 3,1 i el nombre mitjà de persones que vivien en cada família era de 3,37.
Per edats la població es repartia de la següent manera: un 35,3% tenia menys de 18 anys, un 4,7% entre 18 i 24, un 33,3% entre 25 i 44, un 17,7% de 45 a 60 i un 8,9% 65 anys o més.
L'edat mediana era de 36 anys. Per cada 100 dones de 18 o més anys hi havia 89,9 homes.
La renda mediana per habitatge era de 65.000 $ i la renda mediana per família de 62.500 $. Els homes tenien una renda mediana de 45.250 $ mentre que les dones 26.528 $. La renda per capita de la població era de 21.434 $. Entorn del 0,9% de les famílies i el 2% de la població estaven per davall del llindar de pobresa.

## Poblacions més properes
El següent diagrama mostra les poblacions més properes.